# Ptychobranchus subtentum
Ptychobranchus subtentum är en musselart som först beskrevs av Thomas Say 1825.  Ptychobranchus subtentum ingår i släktet Ptychobranchus och familjen målarmusslor. IUCN kategoriserar arten globalt som nära hotad. Inga underarter finns listade i Catalogue of Life.